# Granpensellav
Granpensellav (Gyalideopsis piceicola) är en lavart som först beskrevs av William Nylander och fick sitt nu gällande namn av Vezda & Poelt. 
Granpensellav ingår i släktet Gyalideopsis och familjen Gomphillaceae.  Arten är reproducerande i Sverige. Inga underarter finns listade i Catalogue of Life.